# Arundinella nepalensis
Arundinella nepalensis är en gräsart som beskrevs av Carl Bernhard von Trinius. Arundinella nepalensis ingår i släktet Arundinella och familjen gräs. Inga underarter finns listade i Catalogue of Life.